# Haharwa
Haharwa va ser una regió propera a Tishsina al nord de l'Imperi hitita vora els territoris del riu Marasanda, que estigué en mans dels kashka durant tot el segle xiv aC. El rei d'Hakpis, Hattusilis, el futur Hattusilis III, la va conquerir cap a l'any 1270 aC.